# Edward Baradziej
Edward Baradziej (ur. 29 lutego 1932 w Gdyni) – polski dyplomata, ambasador PRL w Afganistanie (1978–1983) oraz w Bangladeszu (1986–1990)

## Życiorys
Wychowanek Korpusu Kadetów KBW im gen. Karola Świerczewskiego (1948–1952). W 1963 ukończył studia w Państwowym Instytucie Stosunków Międzynarodowych Ministerstwa Spraw Zagranicznych ZSRR w Moskwie, a w latach 1974–1976 studia podyplomowe w Akademii Dyplomatycznej Ministerstwa Spraw Zagranicznych ZSRS w Moskwie. W 1976 uzyskał stopień naukowy doktora nauk humanistycznych.
Od 1954 pracownik Ministerstwa Spraw Zagranicznych PRL. Pełnił m.in. stanowiska członka Międzynarodowej Komisji Kontroli i Nadzoru w Laosie (1961–1962), attache Ambasady PRL w Dżakarcie (1965–1967), naczelnika Wydziału Azji Południowo-Wschodniej MSZ (1967–1971), radcy Ambasady PRL w Dżakarcie (1971–1974) oraz doradcy ministra spraw zagranicznych (1974–1976).
W latach 1978–1983 był ambasadorem nadzwyczajnym i pełnomocnym PRL w Afgańskiej Republice Demokratycznej w Kabulu. Po powrocie do kraju był ponownie doradcą ministra spraw zagranicznych (1983–1986), po czym objął stanowisko ambasadora nadzwyczajnego i pełnomocnego PRL w Ludowej Republice Bangladeszu (1986–1990).
Członek Związku Walki Młodych (1946–1948), Związku Młodzieży Polskiej (1948–1952) oraz PZPR (1952–1990).

## Odznaczenia
- Krzyż Kawalerski Orderu Odrodzenia Polski
- Srebrny Krzyż Zasługi
- Medal 40-lecia Polski Ludowej
- Order Zasługi Tymczasowego Rządu Rewolucyjnego Wietnamu Południowego
- Medal za Zasługi (Demokratyczna Republika Wietnamu)